# Pier Leone Ghezzi
Pour les articles homonymes, voir Famille Ghezzi.
Pier Leone Ghezzi (Rome, 1674 - Rome, 1755) est un peintre et un caricaturiste italien du XVIIIe siècle, actif à Rome.

## Biographie
Fils du peintre Giuseppe Ghezzi, Pier Leone Ghezzi grandit dans les milieux artistiques romains et aborde diverses activités liées à l'art.
Membre de l'Accademia di San Luca à compter de 1706, il fut un protégé du pape Clément XI et devint peintre officiel de la Chambre apostolique en 1706.

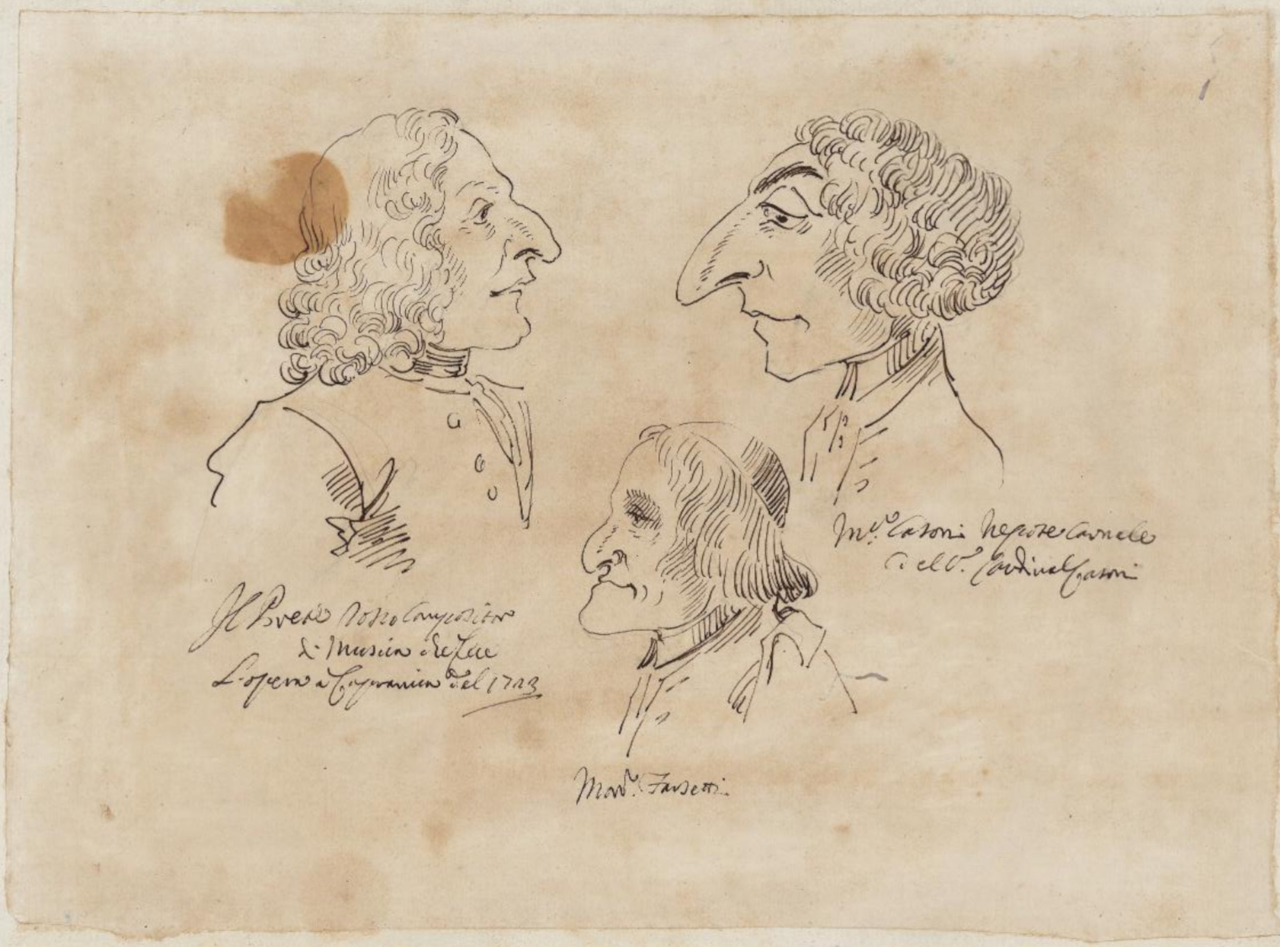
Caricature de trois prêtres par Pier Leone Ghezzi en 1723, La personne de gauche est Antonio Vivaldi.

Il a été le gendre de Carlo Maratta.
Pier Leone Ghezzi réalisa les fresques de la Villa Falconieri de Frascati et des tableaux à sujet religieux pour des églises de Rome, mais est surtout connu pour ses caricatures, dessins pris sur le vif de personnages divers (prélats, artistes, nobles, visiteurs étrangers, etc) dont il exagérait certains traits physiques, certaines postures, etc.

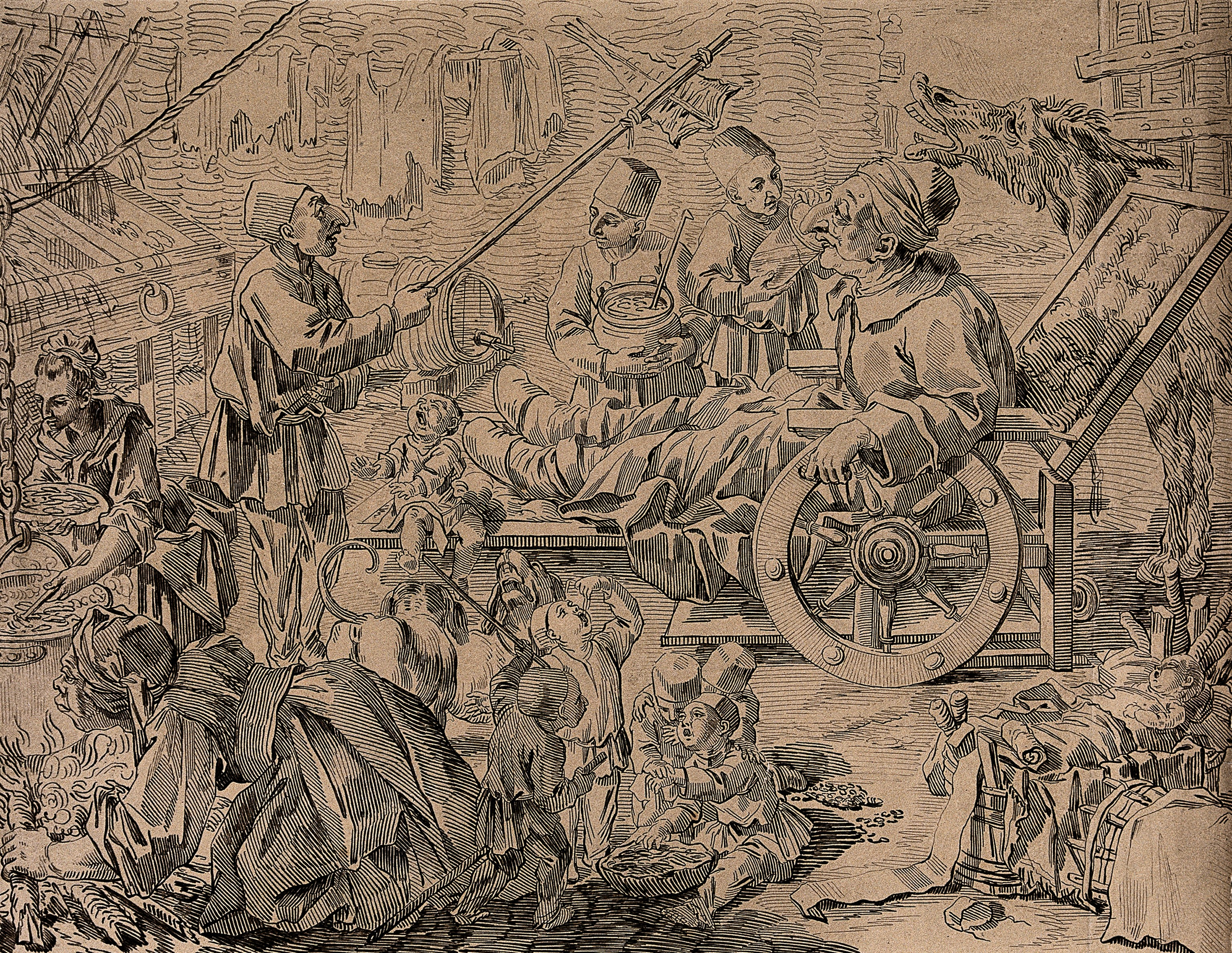
« Un vieil homme très entouré » [titre forgé], caricature de Ghezzi, gravé par Pond avant 1758.

Arthur Pond popularisa ses caricatures à Londres en les diffusant sous forme de gravures avec succès. En 1766, le graveur et directeur de la galerie de peintures du palais de Sanssouci à Potsdam, Matthias Œsterreich, publie un recueil de gravures d'après les caricatures de Ghezzi : Raccolta de vari disegni dell cavalliero Pietro Leone Ghezzi Romano... incise in rame da Matteo Œsterreich, Hambourghese (« Collection de divers dessins du chevalier Pierre Léon Ghezzi, de Rome, gravés dans le cuivre par Matthieu Œsterreich, de Hambourg »).